# بالدرلو
بالدرلو هي قرية في مقاطعة أرومية، إيران. يقدر عدد سكانها بـ 513 نسمة بحسب إحصاء 2016.